# Tetryzolina
Tetryzolina – organiczny związek chemiczny, amina o działaniu sympatykomimetycznym. W lecznictwie stosowana w postaci chlorowodorku jako krople do oczu i nosa. Spożywanie może prowadzić do śmierci.

## Działanie
Zmniejsza przekrwienie i obrzęk spojówek, a także błon śluzowych nosa poprzez zwężanie naczyń krwionośnych.

## Wskazania
Zapalenie spojówek, wywołane przez dym, kurz, wiatr, promienie słoneczne, środki chemiczne; także na tle alergicznym. Nieżyt nosa, zapalenie zatok. Alergiczne stany zapalne, takie jak katar sienny i uczulenie na pyłki traw (znosi w tych stanach objawy towarzyszące: pieczenie, świąd, bolesność, nadmierne łzawienie i podrażnienie).

## Działania niepożądane
Przejściowe podrażnienie i przekrwienie oczu bądź błon śluzowych nosa.

## Preparaty
- Starazolin – krople do oczu
- Tyzine – krople do nosa
- Visine Classic – krople do oczu